# Strážnice (okres Hodonín)
Strážnice (místním dialektem Strážnica, německy Strassnitz) je město v okrese Hodonín v Jihomoravském kraji. Leží patnáct kilometrů severovýchodně od Hodonína, na levém břehu říčky Veličky poblíž jejího ústí do Moravy. Žije zde přibližně 5 300 obyvatel. Historické jádro je městskou památkovou zónou, charakteristické jsou mohutné bašty na příjezdech od Hodonína a od Veselí nad Moravou. Strážnice patří k hlavním střediskům slováckého (dolňáckého) folklóru a kulturního života. Město je vinařskou obcí ve vinařské oblasti Morava, podoblasti Slovácké (viniční tratě Podkovné, Žerotíny, Teplé, Dolní hory, Růžené, Stračinky, Horní hory, Svárové, Frisáky). Je členem sdružení Obce pro Baťův kanál a Mikroregion Strážnicko.

## Historie
Přestože první doložená písemná zmínka o Strážnici pochází až z počátku 14. století, množství archeologického materiálu vypovídá o daleko dřívějším osídlení tohoto území. Počátky samotného města jsou spojovány s upevňováním hranic českého státu v době vlády Přemysla Otakara II. ve druhé polovině 13. století, kdy došlo k trvalému připojení Strážnicka k Moravě. Na ochranu zemských hranic bylo zbudováno několik hradů, mezi nimiž se nacházel i hrad ve Strážnici, vystavěný po roce 1260. Samotné jméno města je odvozováno od strážní funkce, kterou měl hrad položený v těsné blízkosti moravské hranice vykonávat.

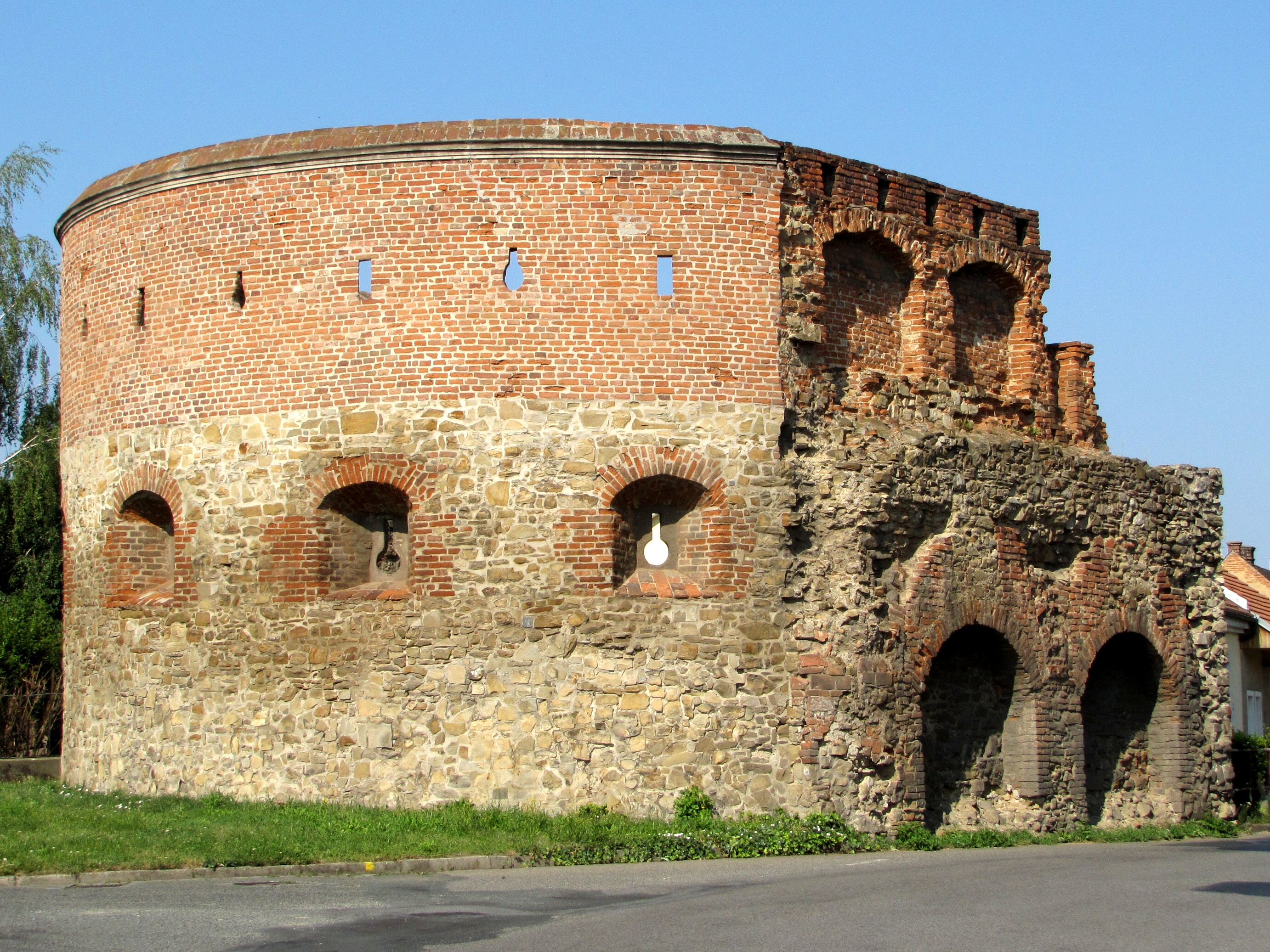
Veselská brána, pozůstatek opevnění z 16. století

Strážnice byla původně královským majetkem, na počátku 14. století získal toto město významný moravský rod pánů z Kravař. O velký rozmach města se zasloužil moravský zemský hejtman Petr Strážnický z Kravař, který postupně rozšiřoval strážnické panství a zasloužil se také o rozvoj vinařství vydáním horenského práva. V první polovině 15. století se Strážnice stala jedním z nejvýznamnějších moravských husitských center. Za vlády posledního mužského potomka rodu Jiřího z Kravař došlo k nebývalému stavebnímu rozvoji města, bylo založeno strážnické Nové Město, opevněné vodním příkopem a hliněným valem s vestavěnými kamennými branami, postaven kostel svatého Martina a došlo také k dokončení přestavby hradu. Z 15. století pochází nejstarší doklady řemeslné výroby.
V roce 1458 došlo ve Strážnici k setkání česko-moravské a uherské stavovské obce. Jiří z Poděbrad, ještě v pozici českého zemského správce, doprovodil ještě s dalšími českými a moravskými pány do Strážnice Matyáše Korvína, jenž byl čerstvě zvolen uherským králem. Na strážnickém hradě byly 9. února podepsány dohody mezi oběma muži, jimiž se zavazovali k věčnému přátelství (které netrvalo dlouho) a k naplnění svatební smlouvy, která byla zřejmě uzavřena již za Matyášova nedobrovolného pobytu v Praze na přelomu let 1457 a 1458. Matyáš se měl oženit s Kateřinou z Poděbrad, dcerou Jiřího. Svatba, která měla být dokonána během příštího roku, ovšem byla z politických důvodů odkládána a Kateřina se nakonec dostala do Uher až roku 1461. Matyáš byl po uzavření smluv předán uherské stavovské obci, již vedl Jan Vitéz ze Zredny. Poté přímo ze Strážnice zamířil do Budína, hlavního města Uher.

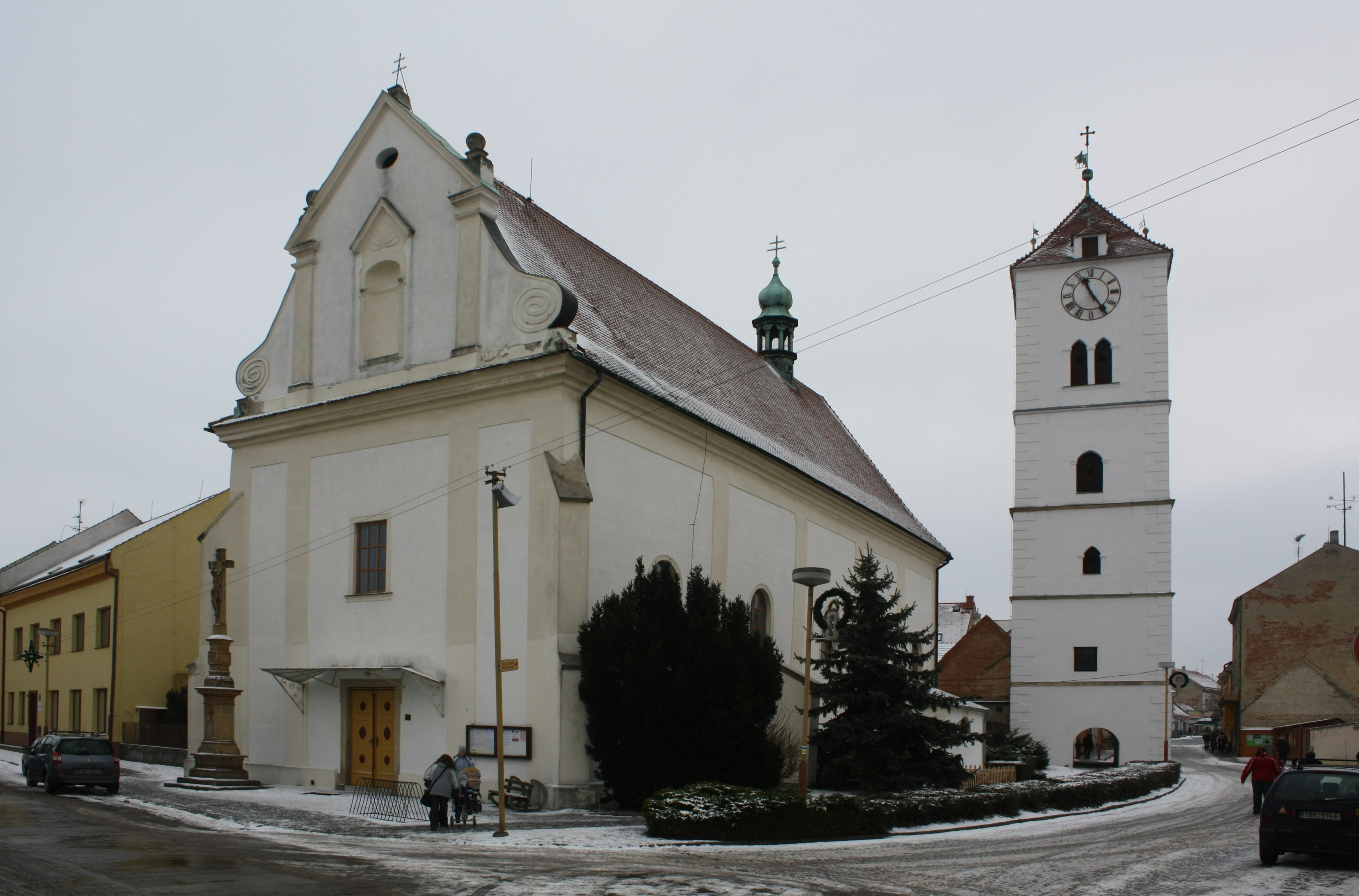
Farní kostel svatého Martina a Bílá věž

Na počátku 16. století zakoupili město Žerotínové, další z předních moravských rodů. V době jejich vlády prožívala Strážnice dobu svého největšího rozmachu, městu a řemeslnickým cechům byla udělena rozsáhlá privilegia. Strážnice byla obklopena valem s dřevěnou palisádou a vestavěnými malými baštami, hlavní přístupové cesty byly chráněny mohutnými branami s polokruhovými baštami, schopnými odolávat i zbraním těžšího kalibru. Nové opevnění spojilo dohromady všechny tři části města Nové město, Staré město i Předměstí. Starý vodní hrad byl přestavěn do podoby renesančního zámku s vnitřními arkádami.
Žerotínové podporovali ve městě bratrské školství, v letech 1604–1605 navštěvoval vyšší bratrskou školu Jan Amos Komenský. Na počátku 17. století se Strážnice řadila se svými 4 500 obyvateli a zhruba sedmi sty domy k nejvýznamnějším moravským městům. Město bylo po staletí také jedním z důležitých středisek řemesel na jihovýchodní Moravě, ze 17. století je zde doloženo více než deset cechů, jejichž výroba byla určena nejen pro město a nejbližší okolí, některá řemesla vyvážela své výrobky i na vzdálenější trhy, hlavně do Uher. Během povstání Štěpána Bočkaje město vypálili roku 1605 uherští povstalci. V roce 1663 se Strážnice ubránila nájezdu Turků a jejich krymskotatarských spojenců.

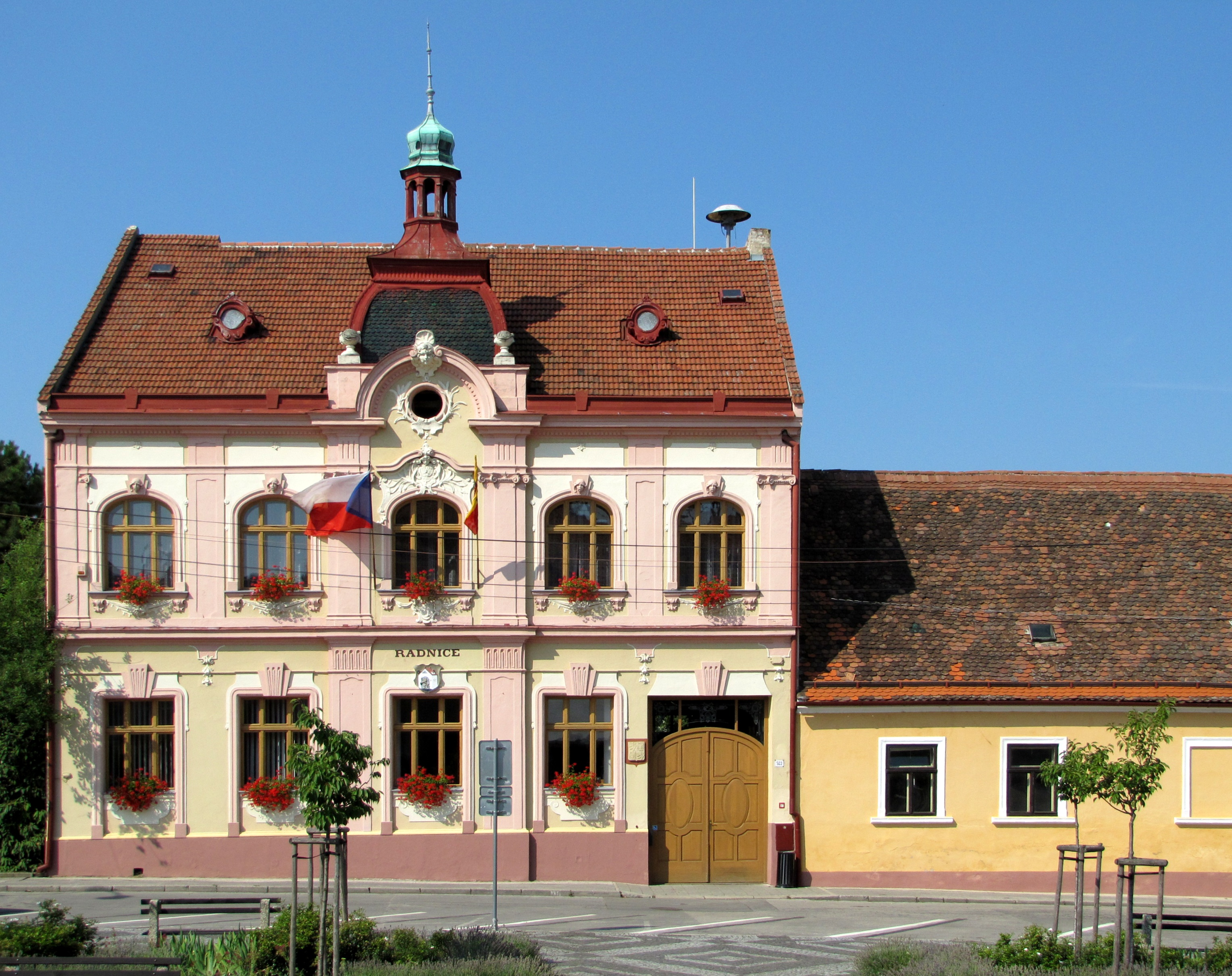
Radnice

Město a panství zakoupil v roce 1628 jeden z vítězných velitelů bitvy na Bílé hoře, císařský plukovník František z Magni, jehož rod pocházel z Itálie. S příchodem Františka z Magni začala plánovaná rekatolizace města. V roce 1633 povolal do Strážnice italské piaristy, kteří zde zahájili vyučování a postupně získávali pro svou víru strážnické obyvatelstvo. Strážničtí piaristé vybudovali okolo poloviny 18. století barokní chrám Panny Marie s klášterní kolejí, později také gymnázium. V této době došlo k obnově radnice, panského dvora i mnoha měšťanských domů. V první polovině 19. století byl upraven zámecký park se zahradou, došlo rovněž k založení skleníků pro pěstování jižních rostlin, v roce 1824 byl před zámkem postaven přes Moravu řetězový most.
Oživení národního hnutí ve druhé polovině 19. století znamenalo postupnou přeměnu německy orientovaného města na kulturní centrum strážnického regionu. Vznikaly české spolky, došlo k otevření české měšťanské školy a v roce 1897 ke zřízení českého gymnázia. Původně zemědělské město se na počátku 20. století dočkalo i postupné industrializace. Do současnosti se z tradičních oborů řemesel udržela výroba modrotisku.

## Přírodní poměry
Město leží v Dolnomoravském úvalu na kraji nivy řeky Moravy. Na severozápadní okraj včetně zámeckého areálu zasahuje přírodní park Strážnické Pomoraví, jižní okraj města (jižně od železniční trati a hlavní silnice) náleží do CHKO Bílé Karpaty. Skrz zámecký park a podél městské zástavby vede Baťův kanál.

## Obyvatelstvo
Ve městě žila početná židovská a německá menšina. Při sčítání lidu v letech 1890, 1900 a 1910 hovořilo primárně německy 469, 387 a 299 obyvatel. K německé národnosti se v letech 1921 a 1930 přihlásilo 44 a 26 lidí a k židovské národnosti 206 a 151 lidí.
|           | 1869  | 1880  | 1890  | 1900  | 1910  | 1921  | 1930  | 1950  | 1961  | 1970  | 1980  | 1991  | 2001  | 2011  | 2021  |
| --------- | ----- | ----- | ----- | ----- | ----- | ----- | ----- | ----- | ----- | ----- | ----- | ----- | ----- | ----- | ----- |
| Obyvatelé | 4 957 | 5 229 | 5 211 | 5 217 | 5 411 | 5 470 | 5 225 | 4 981 | 5 421 | 5 444 | 6 181 | 6 081 | 5 983 | 5 703 | 5 341 |
| Domy      | 650   | 655   | 797   | 832   | 859   | 876   | 1 057 | 1 106 | 1 137 | 1 183 | 1 195 | 1 376 | 1 373 | 1 479 | 1 497 |

|                                              | 1654  | 1655  | 1669  | 1758  | 1775  | 1787  | 1791  | 1843  | 1857  |
| -------------------------------------------- | ----- | ----- | ----- | ----- | ----- | ----- | ----- | ----- | ----- |
| Obyvatelé                                    | 1 600 | 1 800 | 2 200 | 3 400 | 3 850 | 4 108 | 4 188 | 4 915 | 5 390 |
| Údaje pro roky 1654–1775 jsou jen přibližné. |       |       |       |       |       |       |       |       |       |

## Městská správa a politika

### Politika
Dne 24. října 2022 bylo zvoleno nové zastupitelstvo města na volební období 2022–2026. Starostou města byl zvolen Risto Ljasovský.

### Městské symboly
Vlajka byla městu udělena rozhodnutím předsedy Poslanecké sněmovny Parlamentu České republiky dne 19. února 1998.

## Doprava
Městem prochází silnice I. třídy I/55, silnice II. třídy II/426 a železniční trať Rohatec – Veselí nad Moravou na které leží stejnojmenná stanice. Obsluhují ho vlakové spoje linky S91 a autobusové spoje linky 910, 911, 920 a 931 ty jsou zaintegrovány v IDS JMK.

## Mezinárodní folklorní festival

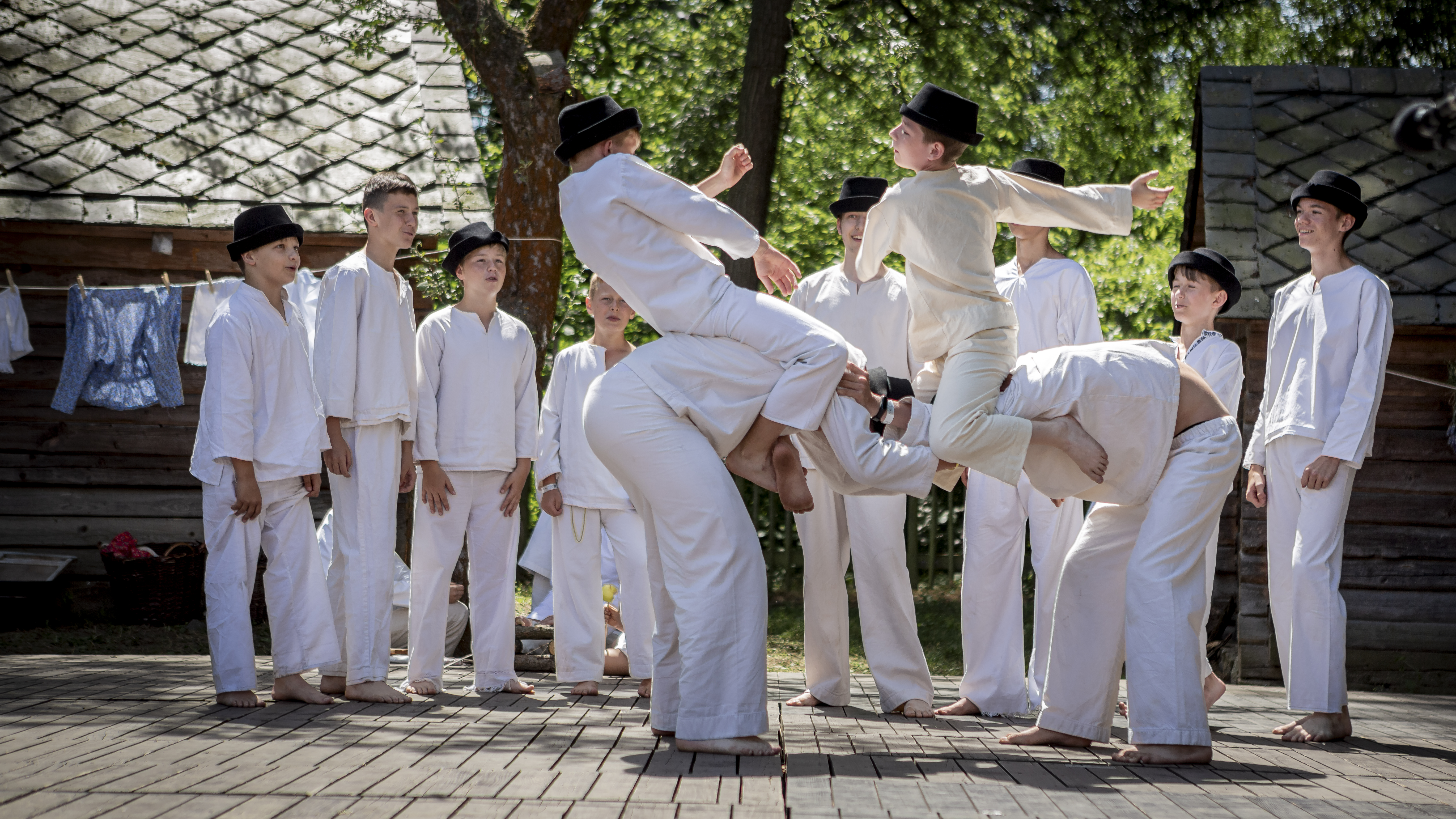
Mezinárodní folklorní festival

Mezinárodní folklorní festival Strážnice, který pořádá Národní ústav lidové kultury se sídlem na zámku, se koná každý poslední víkend v červnu, a to v amfiteátrech v zámeckém parku, ale také ve vinohradnickém areálu a před usedlostmi v nedalekém strážnickém skanzenu. Programy komornějšího charakteru se prezentují i ve vlastní budově zámku – již tradicí se staly hudební pořady v zámecké expozici lidových nástrojů. Festival se poprvé uskutečnil v roce 1946 a od svého počátku měl charakter celostátních slavností. Od roku 1957 vystupují na festivalu zahraniční soubory z blízkých i vzdálených zemí. Během svého vývoje začal postupně představovat folklor nejen v jeho přirozené podobě, ale také v různých úpravách a stylizacích. Součástí festivalu je slavnostní krojovaný průvod a řada různých pořadů, v rámci festivalu se např. každoročně koná Soutěž o nejlepšího tanečníka slováckého verbuňku.
Odborná porota na festivalu uděluje od roku 1983 čestný titul Laureát MFF Strážnice a Cenu MFF Strážnice za nejvýraznější autorský přínos při přípravě a realizaci pořadů.
Strážnický Mezinárodní folklorní festival získal statut festivalu CIOFF (Mezinárodní rady organizátorů festivalů folkloru a lidového umění), čímž se zařadil mezi vybrané celosvětové folklorní festivaly a již dvakrát se stal festivalem Středoevropského sektoru CIOFF.

## Pamětihodnosti

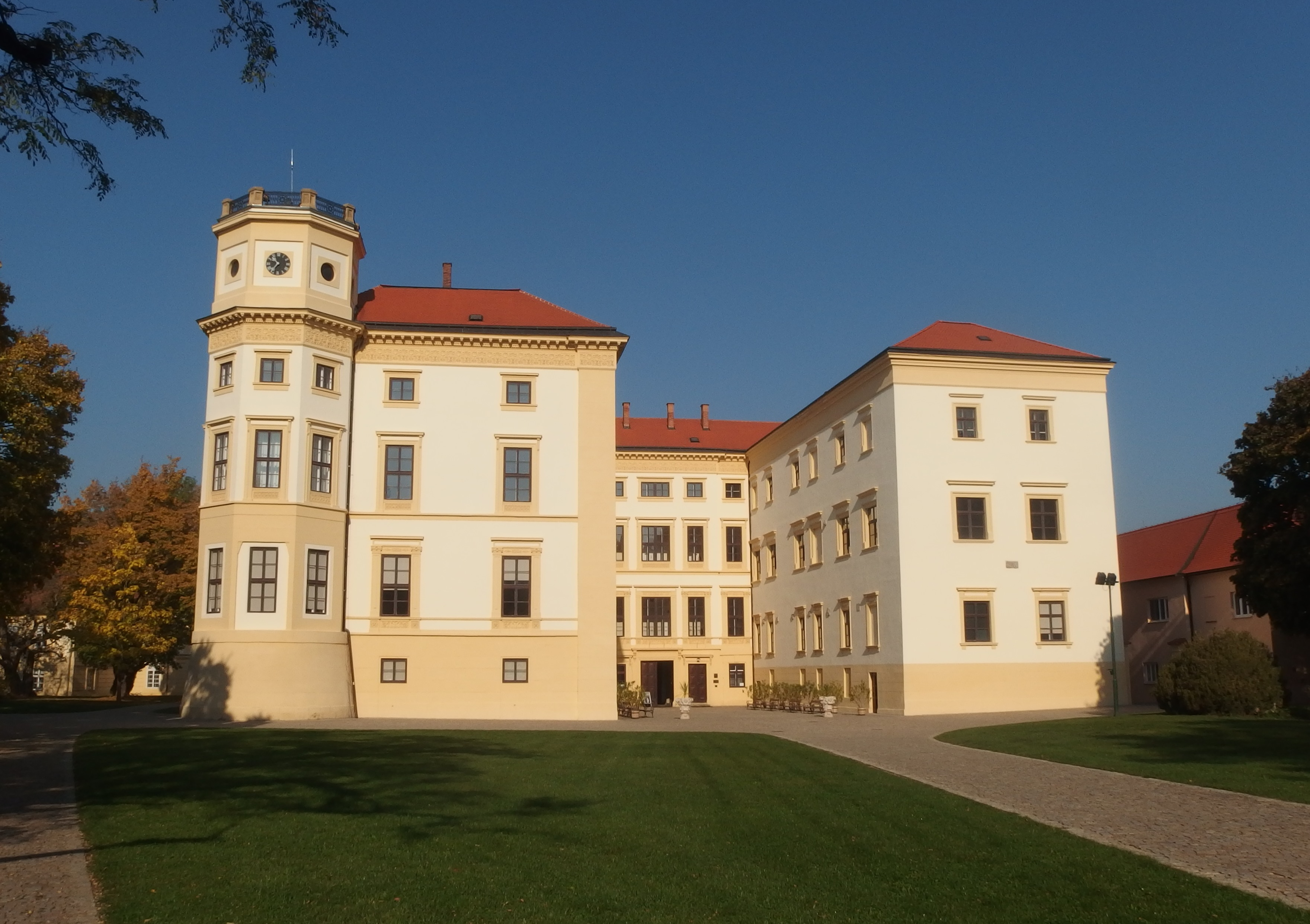
Strážnický zámek

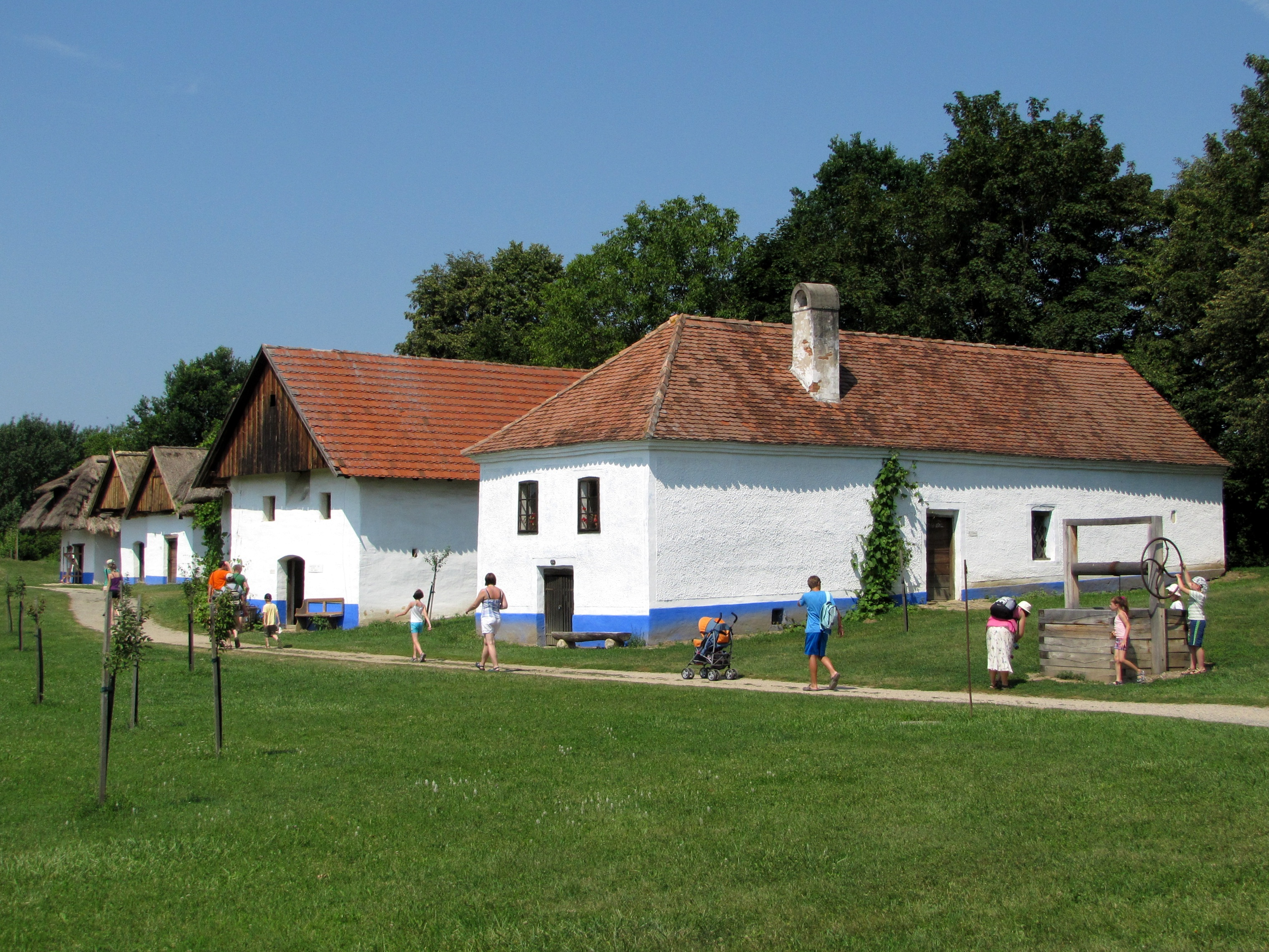
Strážnický skanzen

- Na severním okraji města stojí strážnický zámek, který vznikl četnými přestavbami gotického hradu z druhé poloviny třináctého století.
- Muzeum vesnice Jihovýchodní Moravy (skanzen)
- Baťův kanál
- Kostel Nanebevzetí Panny Marie z roku 1747 postaven na místě, kde byl kostel Jednoty bratrské se školou a dalším zařízením.
- Strážnické brány (Skalická a Veselská). Jsou zbytkem protitureckého opevnění z druhé poloviny 16. století, za své doby nejmohutnější brány na Moravě, do dnešní doby se dochovaly pouze boční bašty bez krovů.
- Synagoga a židovský hřbitov. Jsou pozůstatkem strážnického židovského města, které mělo vlastní špitál a dvě budovy školy. Nejstarší datovatelný náhrobek, přenesený z původního hřbitova, pochází z roku 1448.[15]
- Památník bratrského školství (J. A. Komenského). Nachází se za kostelem Nanebevzetí Panny Marie, kde bývala škola, kterou navštěvoval Jan Amos Komenský v letech 1604–1605, když žil ve Strážnici u své tety.
- Původně husitský kostel svatého Martina se strážní věží.
- Sloup se sochou Panny Marie z 18. století. Byl postaven jako poděkování za ochranu před morem, kterým byla Morava zasažena v letech 1713–1715. V roce 1873 byl přesunut na současné místo.[16]
- Průžkův mlýn – Bratrská 1315/30, Muzeum mlynářství

## Osobnosti

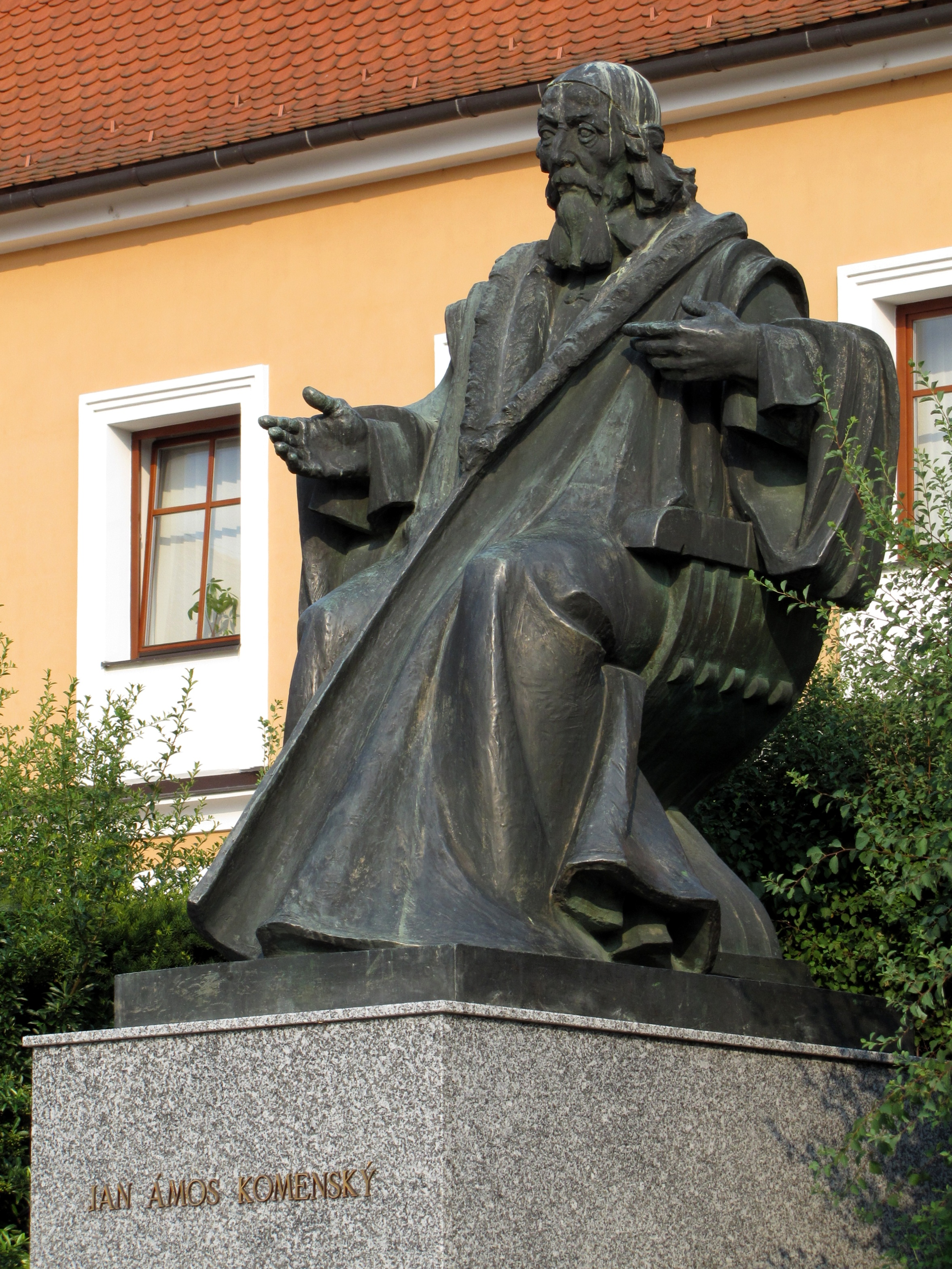
Pomník Jana Amose Komenského na náměstí Svobody

- Martínek Húska Loquis (?–1421), husitský kněz a kazatel, farnost měl za Strážnicí na území Vnorov
- Bedřich ze Strážnice (?–1459), husitský kněz a hejtman
- Mikuláš Drabík (1588–1671), bratrský duchovní, kazatel a vizionář
- Jan Amos Komenský (1592–1670), bratrský biskup, filosof, teolog, pedagog, ve Strážnici studoval v letech 1604-1605
- Bernard Bartlicius (1646–1716), piaristický historik a provinciál
- Georgius Zrunek (1736–1789), kazatel, učitel, varhaník a skladatel
- Antonín Alexandr z Magni (1751–1817), moravský šlechtic a velkostatkář z rodu Magnisů, průkopník moderního zemědělství.
- Chatam Sofer (1762–1839), rabín, působil ve Strážnici 1794–1798
- František Dvorský (1846–1917), pedagog a vlastivědný pracovník, hlavní redaktor Vlastivědy moravské
- Antonín Horný (1824–1908), ThDr., univerzitní profesor, v r 1853 rektor univerzity v Olomouci, kanovník kapituly ve Vídni, později prelát scholastik a prelát kustod
- Antonín František z Magni (1862–1944), moravský šlechtic a velkostatkář z rodu Magnisů, státní úředník a poslanec německého říšského sněmu
- František Berka (1876–1962), vysokoškolský pedagog, patolog, anatom, děkan Lékařské fakulty MU a rektor Masarykovy univerzity
- Joseph Tomanek (1889–1974), americký malíř narozený v Strážnici
- Jan Martinek (1892–1918), rolník, československý legionář v Rusku
- Vlastimil H. Matula (1895–1965), chemik, radiolog, svobodný zednář, spisovatel
- Heřman Landsfeld (1899–1986), hrnčíř a keramik, přezdívaný Poslední Habán, ve Strážnici měl dílnu a zemřel zde
- Božena Němčická (1902–???), rodačka, právnička, stala se první ženou–absolventkou na Právnické fakultě Univerzity Komenského
- Jaroslav Šustr (1908–1988), voják a diplomat
- Jiří Batušek (1919–2011), římskokatolický kněz, teolog, politický vězeň komunistického režimu
- Jiří Kotalík (1920–1996), historik umění, umělecký kritik, ředitel Národní galerie v Praze a rektor Akademie výtvarných umění v Praze
- Slávek Volavý (1922–1983), hudebník, etnograf Slovácka, zakladatel Národního ústavu lidové kultury
- František Cundrla (1943–2011), malíř a vysokoškolský pedagog
- František Martinek (1930–2016), tesař, statkář, politický vězeň komunistického režimu (spoluvězeň Josefa Brykse)
- Karel Hoff (*1945), učitel na základních školách a spisovatel
- Jan Graubner (*1948), římskokatolický olomoucký arcibiskup a metropolita moravský, později pražský arcibiskup
- Jiří Pajer (*1948), archeolog, etnograf a historik Slovácka a novokřtěnecké keramiky
- Jiří Tomáš Kotalík (1951–2020), historik a teoretik umění a architektury, rektor Akademie výtvarných umění v Praze
- Walter Bartoš (*1961), v letech 1998–2013 poslanec Poslanecké sněmovny PČR, člen ODS
- Milan Šimáček (1962–2018), herec, publicista a ekonom
- Michal Cáb (Cabowitz) (* 1980), výtvarný umělec pracující s audiovizí
- Lukáš Příkazský (* 1985), divadelní, filmový a televizní herec
- Radek Holomčík (* 1985),  v letech 2017–2021 poslanec Poslanecké sněmovny PČR, člen Pirátů
- Lucie Bednářová Hadašová (* 1986), Česká Miss 2007, 12. místo na Miss Universe 2007
- Eliška Bučková (* 1989), Česká Miss 2008, 11. místo na Miss Universe 2008, TOP 10 v Top Model of the World
- Filip Gorazd Martinek (* 1993), kněz, spisovatel a umělec

## Galerie

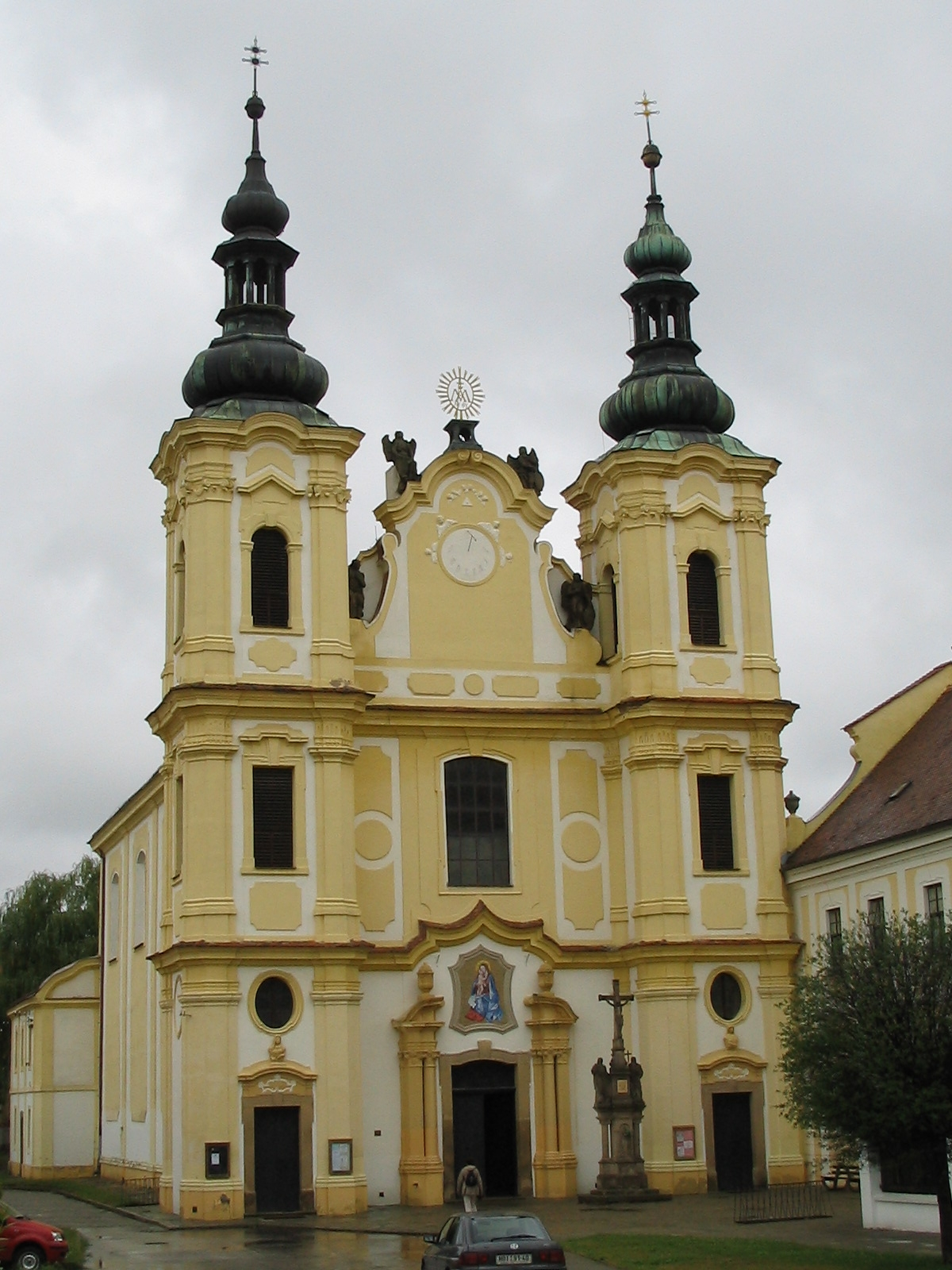
Klášterní kostel Nanebevzetí Panny Marie
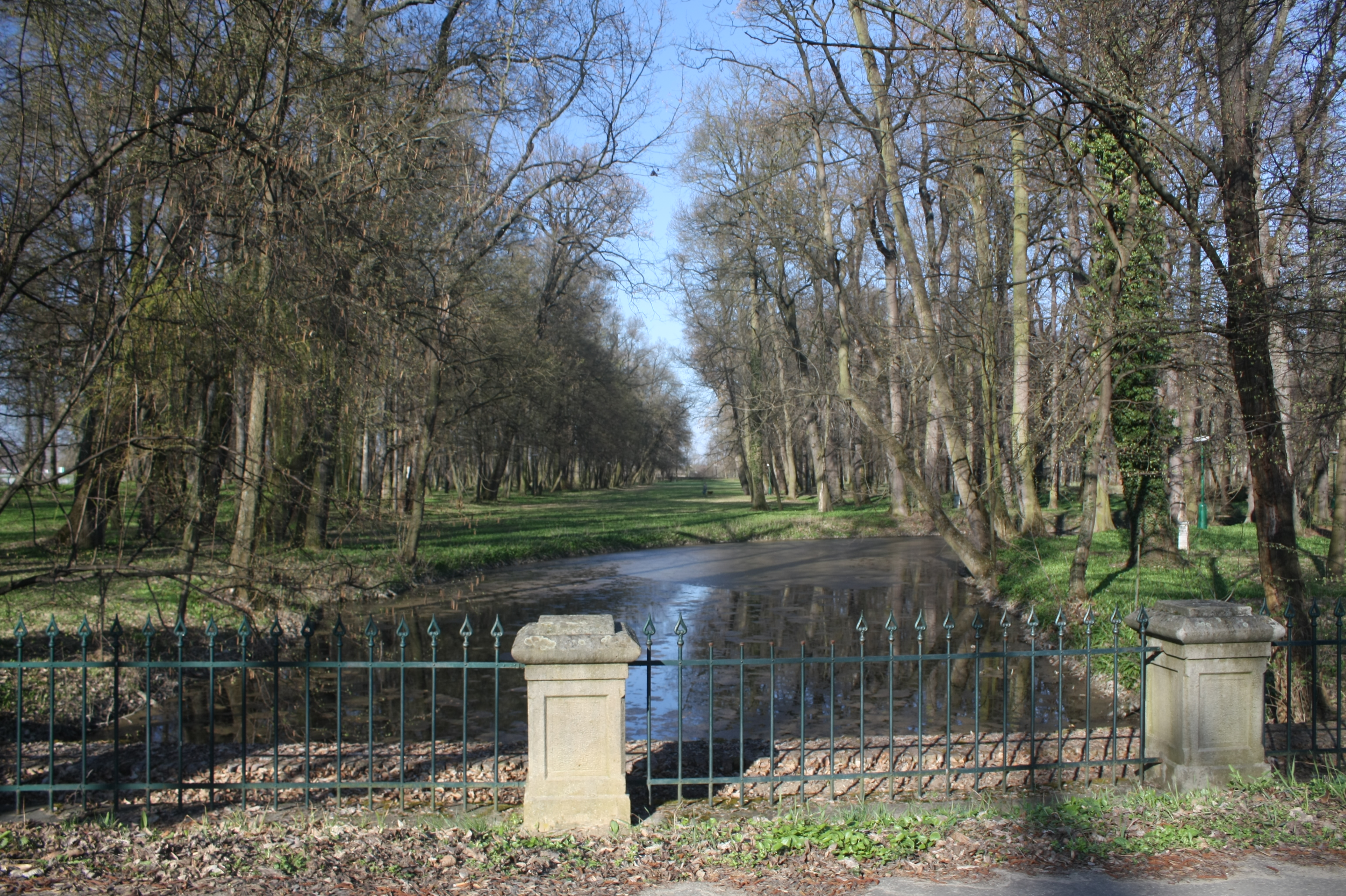
Zámecký park
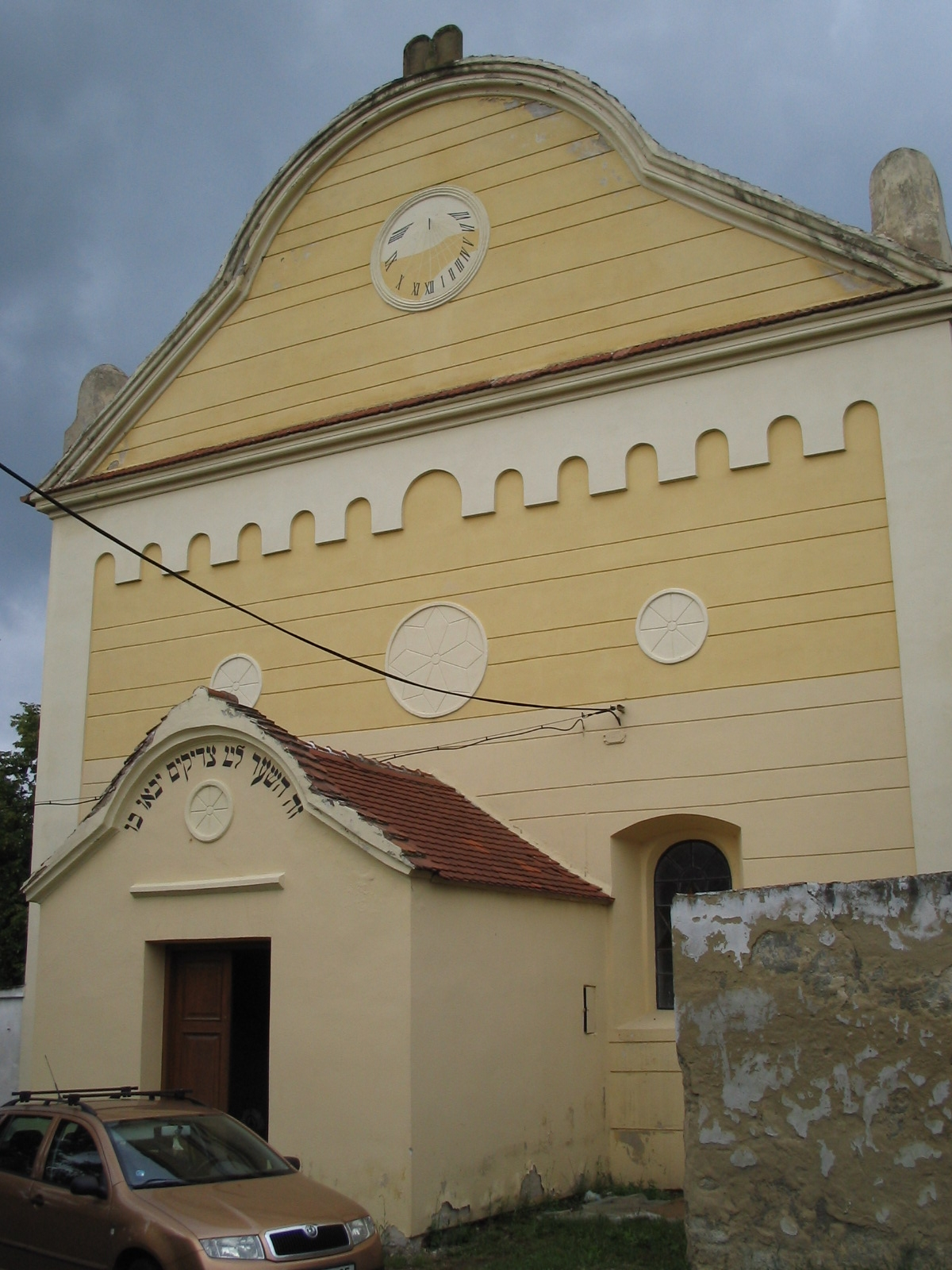
Synagoga
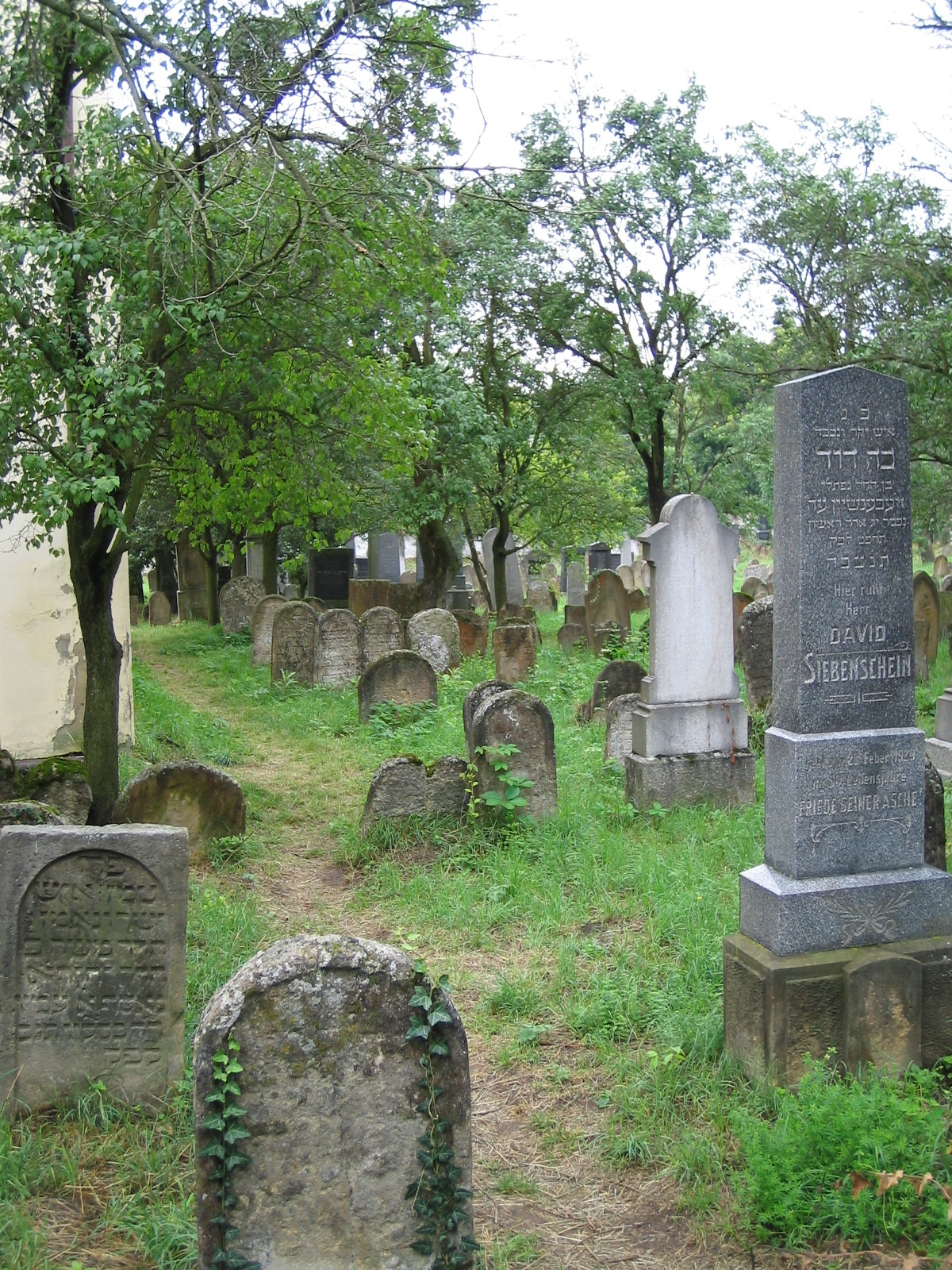
Židovský hřbitov
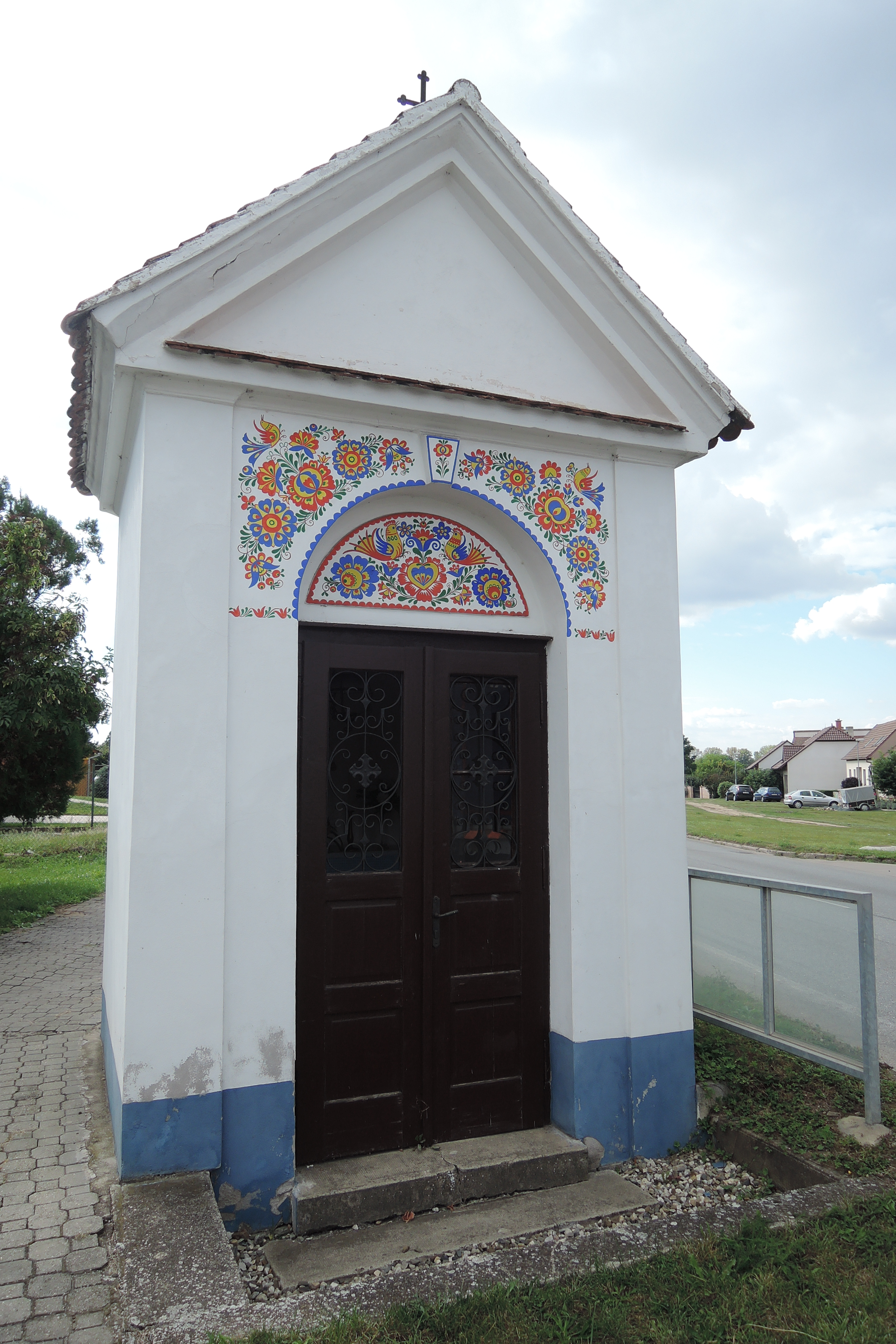
Kaplička s tradiční ornamentální výzdobou

## Partnerská města
- Skalica, Slovensko